# غاليكانية

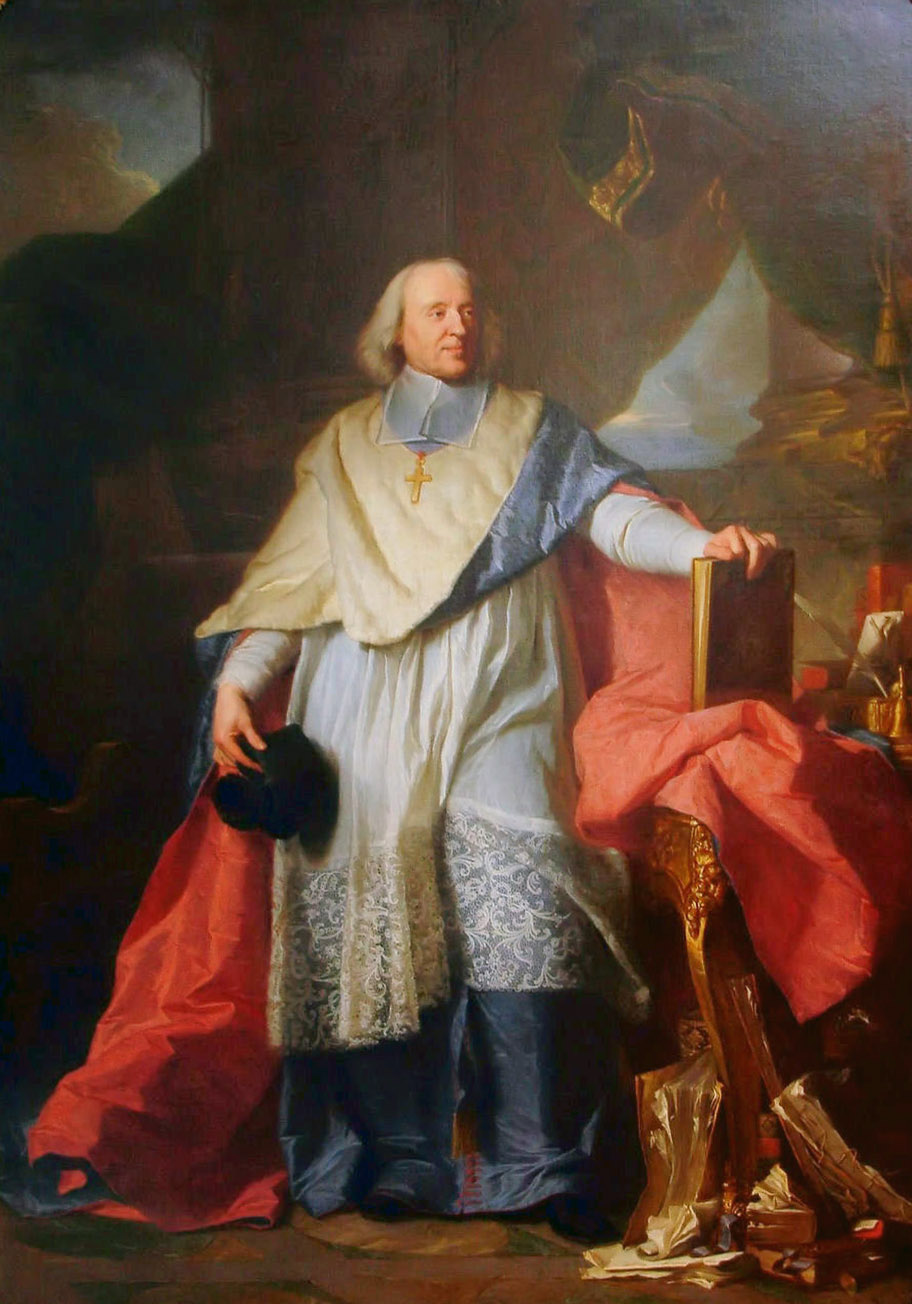

الغاليكانية (بالفرنسية: Gallicanisme)‏ هو مذهب ديني يرى أن السلطة المدنية الشعبية المتمثلة بسلطان الملك أو سلطة الدولة تشابه تلك الخاصة بالكنيسة الكاثوليكية الممثلة بالسلطة الباباوية. تعد الغاليكانية رفضاً لمبدأ تمتع البابا بسلطات واسعة وهي قريبة لشكل من أشكال الأنجليكية، ولكنها دقيقة في تقليلها من أهمية سلطة البابا في الكنيسة دون إنكار وجود عناصر سلطوية متعلقة بالمقام المرتبط بكون المرء أول الأقران المتساوون. وتوجد مصطلحات أخرى تؤدي ذات معنى هذا المذهب أو تشابهه على غرار الأرسطوسية Febronianism والجوزيفية.
يعرّف الأستاذ والمؤرخ في جامعة نوتر دام جون مكغريفي الغاليكانية على أنها: «الفكرة القائلة أن الأعراف الوطنية قد يكون لها الأفضلية على قوانين الكنيسة الرومانية الكاثوليكية».
تعود أصول نشأة المبدأ إلى فرنسا حيث ينحدر المصطلح من كلمة «غال». وانتشر المذهب خلال القرن الثامن عشر وصولاً إلى البلدان المنخفضة ولا سيما هولندا. والمصطلح ليس مرتبطاً بالطقس الغاليكاني الكاثوليكي العائد للألفية الأولى.

## التاريخ
الغاليكانية عبارة عن مجموعة من الآراء الدينية التي إختصّت بها الكنيسة في فرنسا لفترة من الزمن. وعارض هذا المذهب تلك الأفكار المؤيدة لسلطة البابا المطلقة على ممالك أوروبا الدنيوية، ولا سيما التأكيد على صفة الأسقفية العليا لأسقف روما والتي تمتعت بصلاحية مباشرة عالمية. وهو ما أدى في نهاية المطاف إلى تعريف الكنيسة الرومانية الكاثوليكية لجزمية عصمة بابوية في المجمع الفاتيكاني الأول.
نزعت الغاليكانية نحو تقييد سلطة البابا على حساب سلطات الأساقفة وممثلي الشعب في الدولة أو المملكة. ولكن لم يخالف أهم مؤيديها المقامة الخاصة لسلطة البابا العليا في الكنيسة من تفوقٍ وعصمة. وآمنوا أن نهجهم حول سلطة البابا يتماشى أكثر مع نهج حركة إصلاح المجمعات الكاثوليكية، فضلاً عن تشابهها مع الأرثوذكسية الشرقية والأنجليكية والتي عدوها تطبيقاً بالنصوص المقدسة والتقليد المنوط به. ورأوا أن نظريتهم لم تتخطى حدود الآراء الحرة.